# Botanischer Garten Halle

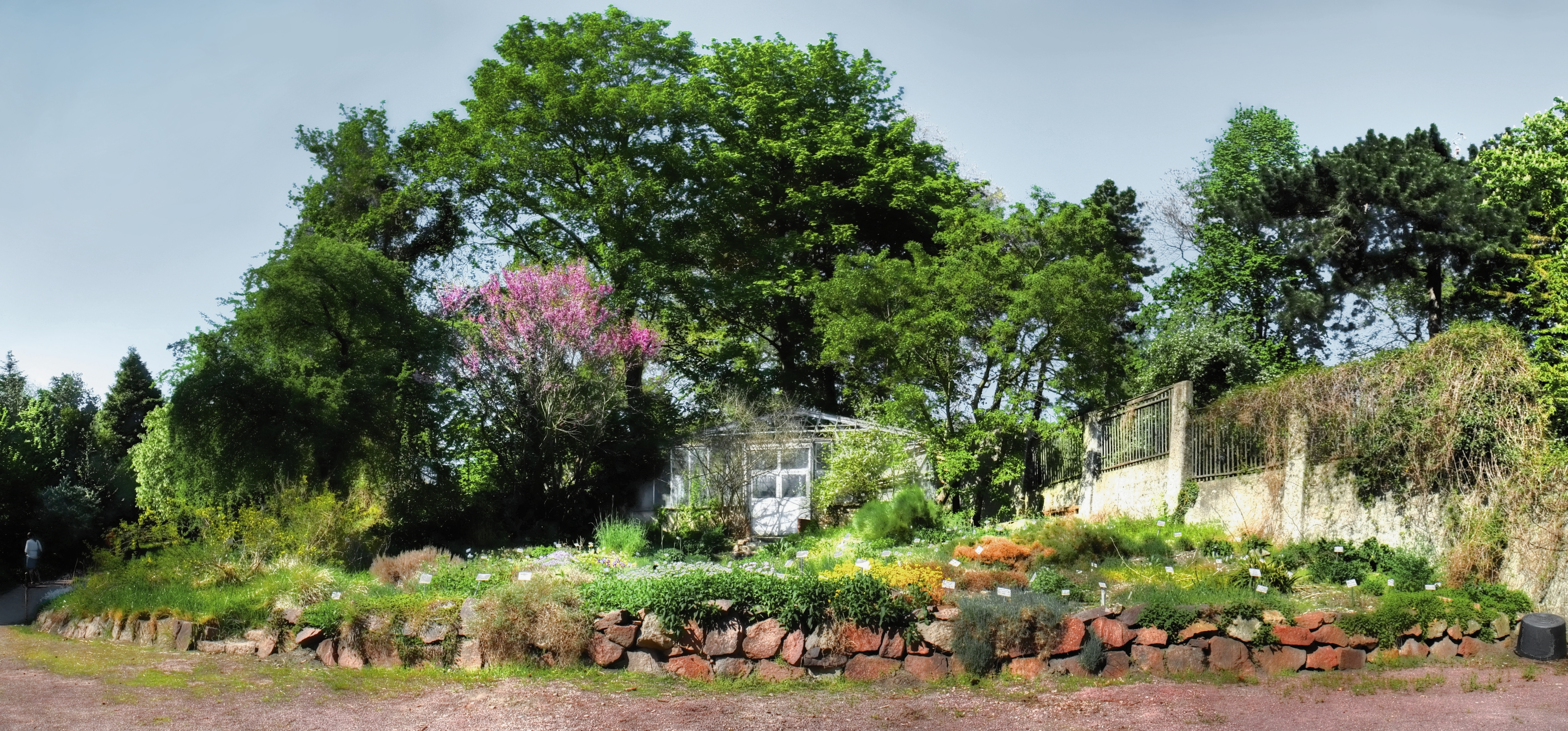
Gartenpanorama

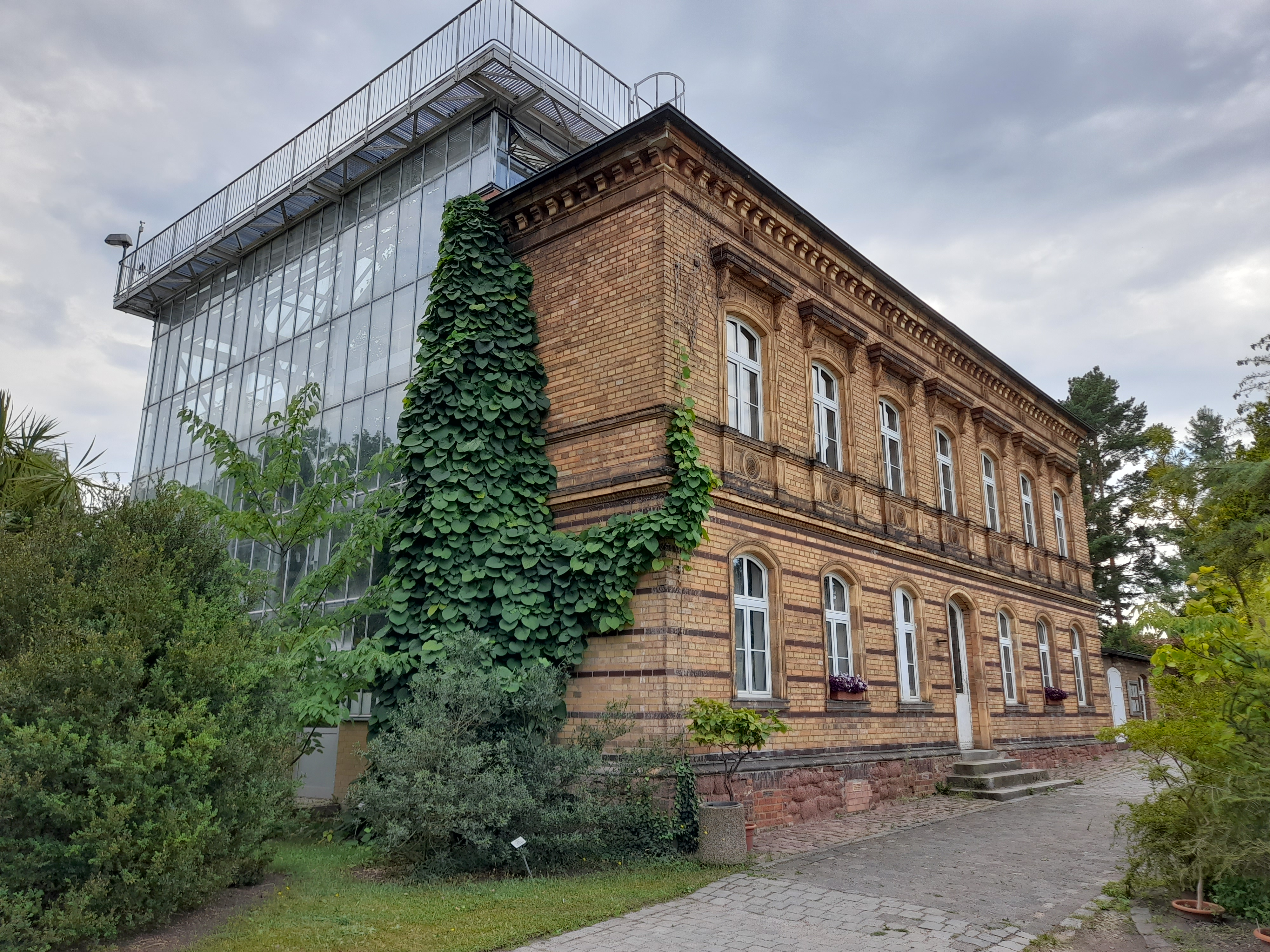
Großes Tropenhaus

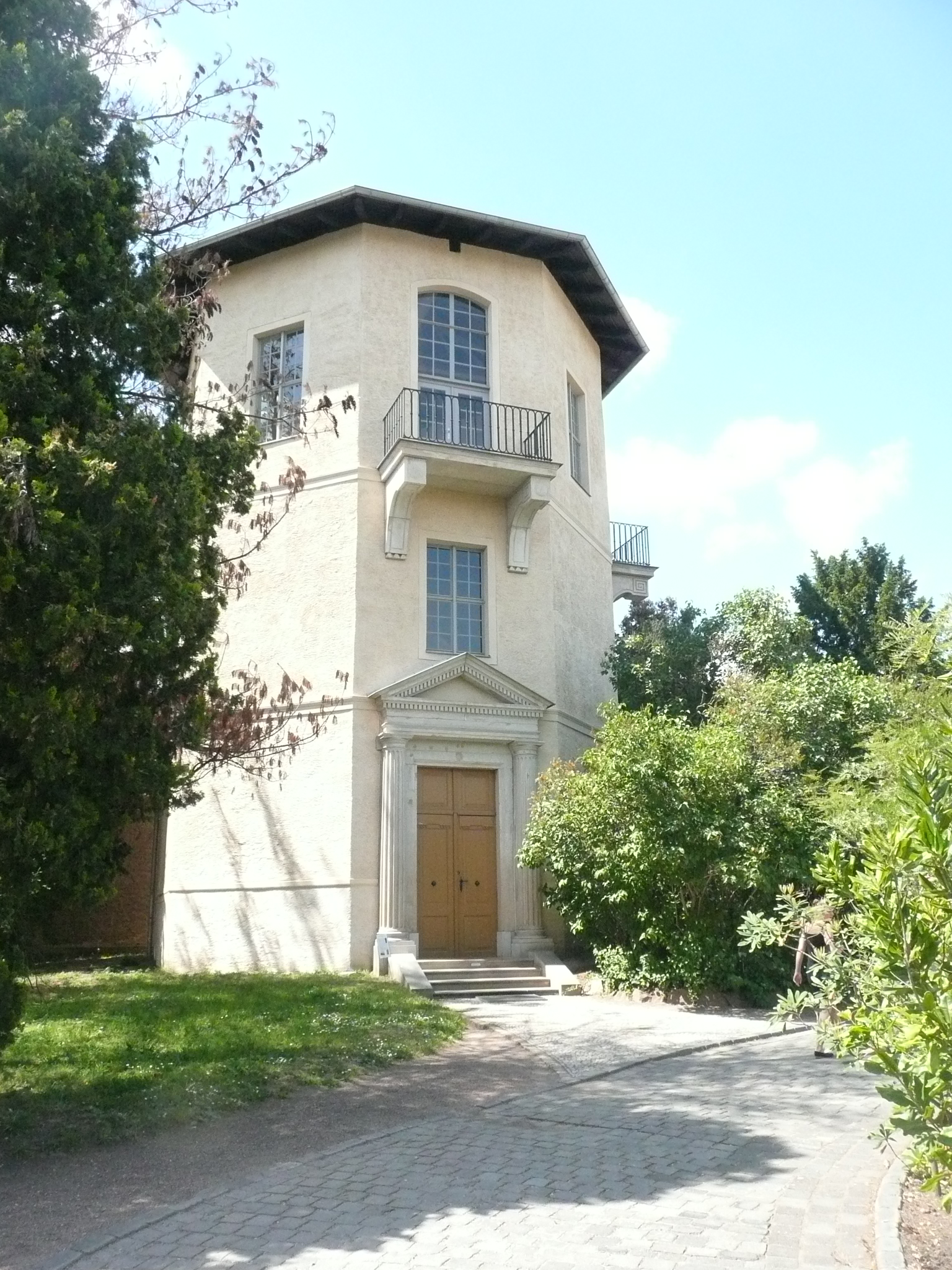
Sternwarte von Carl Gotthard Langhans

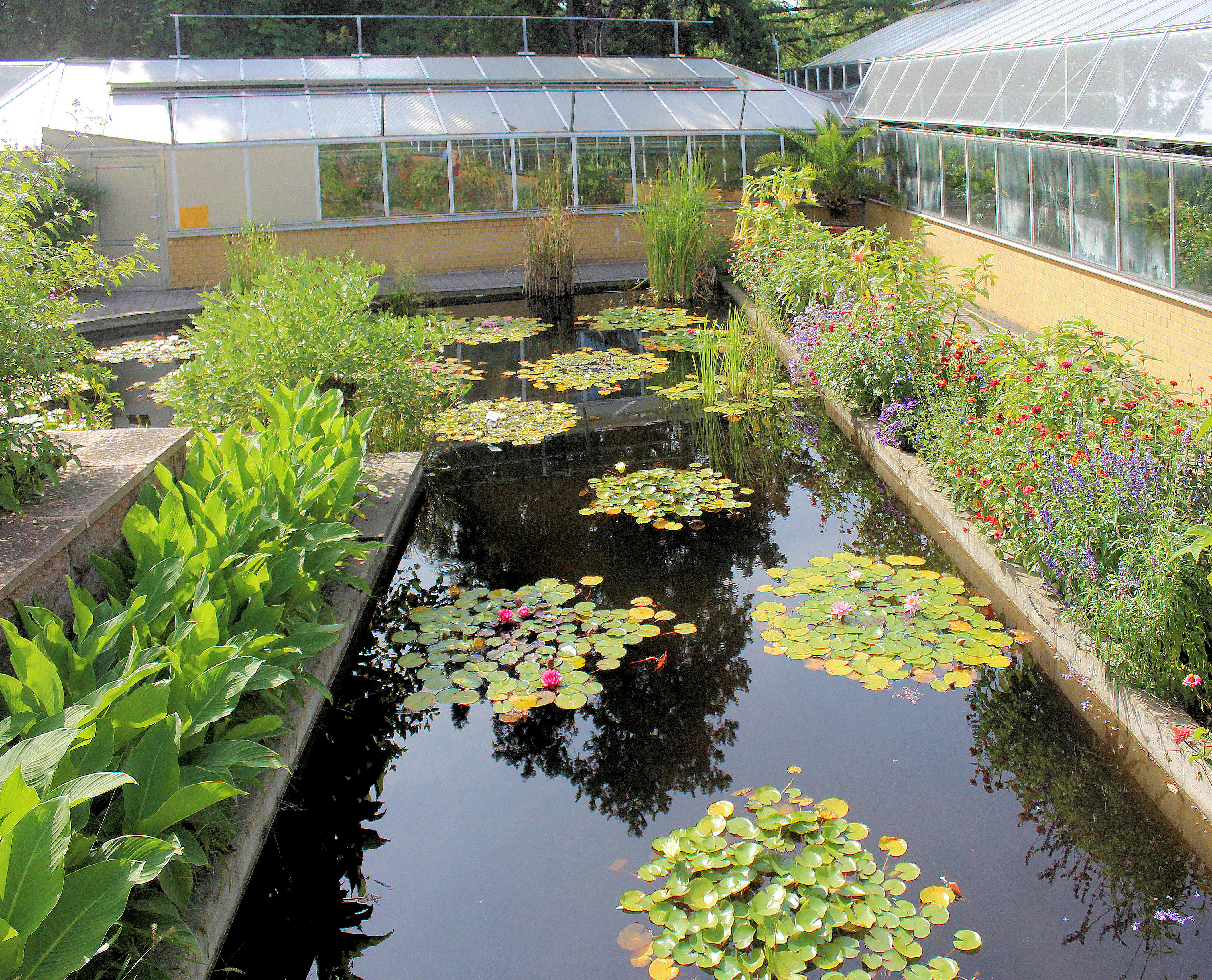
Seerosenteich

Der Botanische Garten in Halle (Saale) wurde im Jahr 1698, vier Jahre nach Gründung der halleschen Universität, von der Medizinischen Fakultät als Hortus Medicus (Arzneigarten) angelegt. Er ist Teil des denkmalpflegerisch-touristischen Netzwerks  Gartenträume Sachsen-Anhalt.

## Geschichte
Auf dem Gelände des Botanischen Gartens befand sich einst das bekannte Kloster Neuwerk. Die Augustinermönche unterhielten Gärten, in denen nicht nur Gemüse und Obst, sondern auch Heilkräuter wuchsen. Aus dieser Zeit ist allerdings nichts geblieben, denn nach Aufhebung des Klosters 1531 wurde das Gelände zum „Fürstengarten“ der Erzbischöfe von Magdeburg, der Landesherren der Stadt Halle.
Im Jahr 1698 ließ der Professor für theoretische Medizin und königliche Leibarzt Georg Ernst Stahl in einem Teil dieses Gartens die ersten Beete pflanzen. Gut 100 Jahre später gelang es der halleschen Universität den ganzen Grund und Boden anzukaufen und damit die Voraussetzungen für einen Botanischen Garten zu schaffen.
Die auf dem Gelände des Gartens 1788 von Carl Gotthard Langhans im klassizistischen Stil errichtete historische Sternwarte hatte 1802 auch Goethe besucht. Der Bau mit den vier exakt nach den Himmelsrichtungen ausgerichteten Balkons wurde rekonstruiert und gilt heute als Wahrzeichen des Botanischen Gartens von Halle. 1799 gediehen im Botanischen Garten schon 2.962 Pflanzenarten. Eine Blütezeit erlebte der Garten unter Kurt Sprengel, auf dessen Initiative hin jährlich ein Samenkatalog herausgegeben wurde, der zu einem weltweiten Samenaustausch mit anderen Botanischen Gärten führte. Der Bestand stieg dadurch bis 1825 auf ca. 7.000 Pflanzenarten an.
Nach dem Tod von Kurt Sprengel wurde 1833 Diederich Franz Leonhard von Schlechtendal Direktor des Botanischen Gartens. 1872 wurde das Große Tropenhaus errichtet und im Jahre 1902 konnte der Bau des Victoria-Hauses vollendet werden. In den Jahren 1932 bis 1945 wurde der Garten unter Wilhelm Troll verstärkt in die Forschungen des botanischen Instituts eingebunden und umgestaltet. In den Nachkriegsjahren wurden mehrere neue Anlagen, wie das Sukkulenten-Schauhaus, das Immergrünen-Haus und weitere Anlagen gebaut.

## Gegenwart
Der Garten, der sich in einen Freiland- und einen Gewächshausbereich unterteilt,  steht heute unter der Verantwortung des Instituts für Geobotanik der Martin-Luther-Universität, das Pflanzen für die Arbeit der verschiedenen Fachbereiche kultiviert. Es werden rund 12.000 Arten aus der ganzen Welt auf  4,5 ha kultiviert, davon rund 3.000 m² unter Glas.
Innerhalb des Freilandbereiches gibt es Anlagen für Steppenpflanzen, das Arboretum, die Waldanlage, das Alpinum, den Dünen- und Strandflur, das Moorbeet, die Etesienflur, die Schotterflur sowie eine Farnanlage. Die historische Systemanlage wurde auf Grundlage des von Adolf Engler entwickelten „Natürlichen Systems der Pflanzenfamilien“ eingerichtet.
Der Gewächshausbereich besteht aus dem Tropenhaus, dem Victoria-Haus mit der gleichnamigen Riesen-Seerose Amazoniens, Orchideen und einer Sammlung von Mangrove-Pflanzen, dem Wasserpflanzenhaus, dem Immergrünen-Haus, dem Sukkulenten- und Kakteenhaus, dem Mongoleihaus sowie dem Erdhaus, in dem auch fleischfressenden Pflanzen zu besichtigen sind.
Seit 1971 existiert im inzwischen über 300 Jahre alten Botanischen Garten eine Botanikschule, die die erste ihrer Art in Deutschland war. Neben anschaulichem Biologieunterricht für Schulklassen werden Fortbildungen für Lehrer und Studenten angeboten.
Der Freundeskreis des Botanischen Gartens e. V. wurde 1996 gegründet mit dem Ziel, das öffentliche Interesse für den Garten als traditionellen Bestandteil der Universität und als Sehenswürdigkeit Halles zu vertiefen.

## Denkmalschutz
Unter der Erfassungsnummer 094 71186 ist im Denkmalverzeichnis der Stadt Halle der Botanische Garten als Baudenkmal verzeichnet. Das betrifft im Einzelnen
- das Gebäude des Botanischen Instituts, erbaut 1842 bis 1844 durch den Architekten August Stapel, Erweiterung und Umbau 1871/72 und 1899/1900;
- das Observatorium von 1788;
- den Wirtschaftshof des Botanischen Gartens; eine reizvolle, um einen Innenhof gruppierte Baugruppe, erbaut Ende des 18. bis Mitte des 19. Jahrhunderts;
- das Große Tropenhaus, auch Palmenhaus, ein hohes Glashaus mit Walmdach und einer vorgelegten zweigeschossigen Backsteinfassade, erbaut 1872/73 durch den Architekten Rudolf Steinbeck,
- sowie die Villa Neuwerk 21, erbaut 1925 nach Plänen von Bruno Föhre, heute Sitz des Instituts für Geobotanik und ebenfalls zum Denkmalbereich des Botanischen Gartens gehörend.